# Федоровський район (Башкортостан)
Фе́доровський район (рос. Фёдоровский район, башк. Федоровка районы) — адміністративна одиниця Республіки Башкортостан Російської Федерації.
Адміністративний центр — село Федоровка.

## Населення
Населення району становить 16443 особи (2019, 18650 у 2010, 19675 у 2002).
Динаміка національного складу населення району:
| Рік  | башкири | татари |
| ---- | ------- | ------ |
| 1970 | 11,3%   | 32,5%  |
| 1989 | 14,0%   | 35,0%  |
| 2002 | 17,7%   | 33,2%  |

## Адміністративно-територіальний поділ
На території району 14 сільських поселень, які називаються сільськими радами:
| Поселення                       | Площа, км² | Населення, осіб (2002) | Населення, осіб (2010) | Населення, осіб (2019) | Центр           | Населені пункти |
| ------------------------------- | ---------- | ---------------------- | ---------------------- | ---------------------- | --------------- | --------------- |
| Бала-Четирманська сільська рада | 327,51     | 3214                   | 2870                   | 2351                   | Бала-Четирман   | 10              |
| Баликлинська сільська рада      | 103,32     | 1149                   | 1016                   | 815                    | Баликли         | 5               |
| Булякаївська сільська рада      | 66,01      | 493                    | 501                    | 477                    | Верхній Алиштан | 3               |
| Верхньояушевська сільська рада  | 78,78      | 535                    | 486                    | 447                    | Верхньояушево   | 4               |
| Гончаровська сільська рада      | 62,92      | 1257                   | 1260                   | 1071                   | Гончаровка      | 2               |
| Дідовська сільська рада         | 140,91     | 1206                   | 1125                   | 938                    | Дідово          | 10              |
| Денискинська сільська рада      | 165,32     | 1936                   | 1850                   | 1632                   | Денискино       | 6               |
| Каралачицька сільська рада      | 51,96      | 823                    | 714                    | 560                    | Каралачик       | 2               |
| Михайловська сільська рада      | 121,70     | 1141                   | 1137                   | 1023                   | Михайловка      | 3               |
| Покровська сільська рада        | 96,94      | 696                    | 613                    | 503                    | Покровка        | 7               |
| Пугачовська сільська рада       | 115,25     | 822                    | 767                    | 721                    | Юрмати          | 2               |
| Разінська сільська рада         | 103,21     | 621                    | 580                    | 519                    | Ключевка        | 2               |
| Теняєвська сільська рада        | 105,62     | 673                    | 643                    | 550                    | Теняєво         | 6               |
| Федоровська сільська рада       | 153,79     | 5109                   | 5088                   | 4836                   | Федоровка       | 6               |

## Найбільші населені пункти
| №  | Населений пункт | Населення, осіб (2002) | Населення, осіб (2010) |
| -- | --------------- | ---------------------- | ---------------------- |
| 1  | Федоровка       | 4 128                  | 4 306                  |
| 2  | Бала-Четирман   | 1 617                  | 1 426                  |
| 3  | Гончаровка      | 971                    | 1 020                  |
| 4  | Юрмати          | 748                    | 749                    |
| 5  | Баликли         | 754                    | 677                    |
| 6  | Денискино       | 660                    | 637                    |
| 7  | Новоселка       | 625                    | 558                    |
| 8  | Каралачик       | 638                    | 553                    |
| 9  | Верхньояушево   | 482                    | 448                    |
| 10 | Іжбуляк         | 469                    | 447                    |